# Les Salles-Lavauguyon
Les Salles-Lavauguyon is een gemeente in het Franse departement Haute-Vienne (regio Nouvelle-Aquitaine) en telt 198 inwoners (1999). De plaats maakt deel uit van het arrondissement Rochechouart.

## Geografie
De oppervlakte van Les Salles-Lavauguyon bedraagt 12,4 km², de bevolkingsdichtheid is 16,0 inwoners per km².
De onderstaande kaart toont de ligging van Les Salles-Lavauguyon met de belangrijkste infrastructuur en aangrenzende gemeenten.

## Demografie
Onderstaande figuur toont het verloop van het inwonertal (bron: INSEE-tellingen).